# Bogårdsgölen (Hults socken, Småland)
Bogårdsgölen är en sjö i Eksjö kommun i Småland och ingår i Emåns huvudavrinningsområde.